# Loranca de Tajuña
Loranca de Tajuña est une commune d'Espagne de la province de Guadalajara dans la communauté autonome de Castille-La Manche.